# 安德尔·伊图拉斯佩
安德尔·伊图拉斯佩（Ander Iturraspe，1989年3月8日—），出生於西班牙阿瓦迪亚诺，是一名西班牙足球運動員，司職后腰。

## 俱乐部生涯
1999年，10岁的的伊图拉斯佩加盟毕尔巴鄂竞技，在这支巴斯克老牌劲旅的多级青年队度过数年后，他于2007年加盟西班牙丙级联赛（西班牙第四级别联赛）的毕尔巴鄂竞技卫星队巴斯克尼亚。一年后进入位于西乙B联赛的毕尔巴鄂竞技B队。
2008年3月12日，伊图拉斯佩在6:1击败萨莉亚的友谊赛中首次代表毕尔巴鄂竞技一队出场，此后又参加了与波图加莱特和阿维隆巴约纳的友谊赛。
2008年6月23日，伊图拉斯佩正式进入毕尔巴鄂竞技一队，身披26号战袍。9月25日，他首次亮相西甲，在0:0战平马拉加的比赛中首发登场。此后，在2:0击败巴利亚多利德的比赛中，伊图拉斯佩替补出场。
伊图拉斯佩第二次代表毕尔巴鄂竞技首发是这个赛季的对阵韦尔瓦的国王杯赛事。此后，这个赛季他参加的基本上依然是预备队的比赛。
2011-2012赛季，因为古尔佩吉的长期伤势，伊图拉斯佩在新任主教练比爾沙的麾下出场了近60场赛事，帮助球队获得了这个赛季的欧洲联赛和国王杯亚军。

## 国家队赛事
2014年5月13日，伊图拉斯佩被西班牙国家队主教练博斯克选入了参加2014年世界杯的30人大名单。但最终落选23人名单。